# MG Bhe 4/8
Die Bhe 4/8 sind zweiteilige kurzgekuppelte elektrische Zahnrad-Doppeltriebwagen der Monte Generoso-Bahn (MG) und der Transports Montreux–Vevey–Riviera (MVR).
Die vier vorhandenen Triebwagen der Monte Generoso-Bahn wurden anlässlich der Elektrifizierung der Bahn 1982 angeschafft. Sie wurden von der Schweizerischen Lokomotiv- und Maschinenfabrik (SLM) in Winterthur hergestellt. Die elektrische Ausrüstung wurde von Siemens (Werk Erlangen) geliefert. Bei der Monte Generoso-Bahn sind die Triebwagen die einzigen elektrischen Fahrzeuge.
An die damalige Chemin de fer Glion–Rochers-de-Naye (GN) (heute Transports Montreux–Vevey–Riviera) wurden 1983 drei weitgehend baugleiche Triebwagen geliefert. Sie unterscheiden sich lediglich in Details des elektrischen und mechanischen Teils, da die Fahrleitungsspannung und das Kupplungssystems unterschiedlich sind. Ein Triebwagen wurde 1992 nachgeliefert, ein weiterer 2010 in den Werkstätten der Montreux-Berner Oberland-Bahn (MOB) in Chernex nachgebaut, und 2011 in Betrieb genommen. Dieser Wagen 305 unterscheidet sich von den anderen durch abweichende Einstiege mit dreiflügeligen Türen.

## Wappen der Triebwagen der Monte Generoso-Bahn
- Bhe 4/8 11 Mendrisio, bis 2007 Capolago (Gemeindefusion)
- Bhe 4/8 12 Mendrisio
- Bhe 4/8 13 Salorino (Gemeindefusion mit Mendrisio 2004)
- Bhe 4/8 14 San Gallo (Genossenschaft Migros St. Gallen, heute Genossenschaft Migros Ostschweiz)

## Wappen und Baujahre der Triebwagen der Transports Montreux-Vevey-Riviera
- Bhe 4/8 301 Haut-de-Caux (Montreux bis 2015) (1983) SLM, Siemens a)
- Bhe 4/8 302 Veytaux (1983) SLM, Siemens a)
- Bhe 4/8 303 Villeneuve (1983) SLM, Siemens a)
- Bhe 4/8 304 La Tour-de-Peilz (1992) SLM, Siemens a)
- Bhe 4/8 305 (2011) MOB Werkstätte Chernex, Siemens a)

a) Bis zu drei Triebwagen können gekuppelt und über eine nachträglich eingebaute Mehrfachsteuerung gesteuert werden.

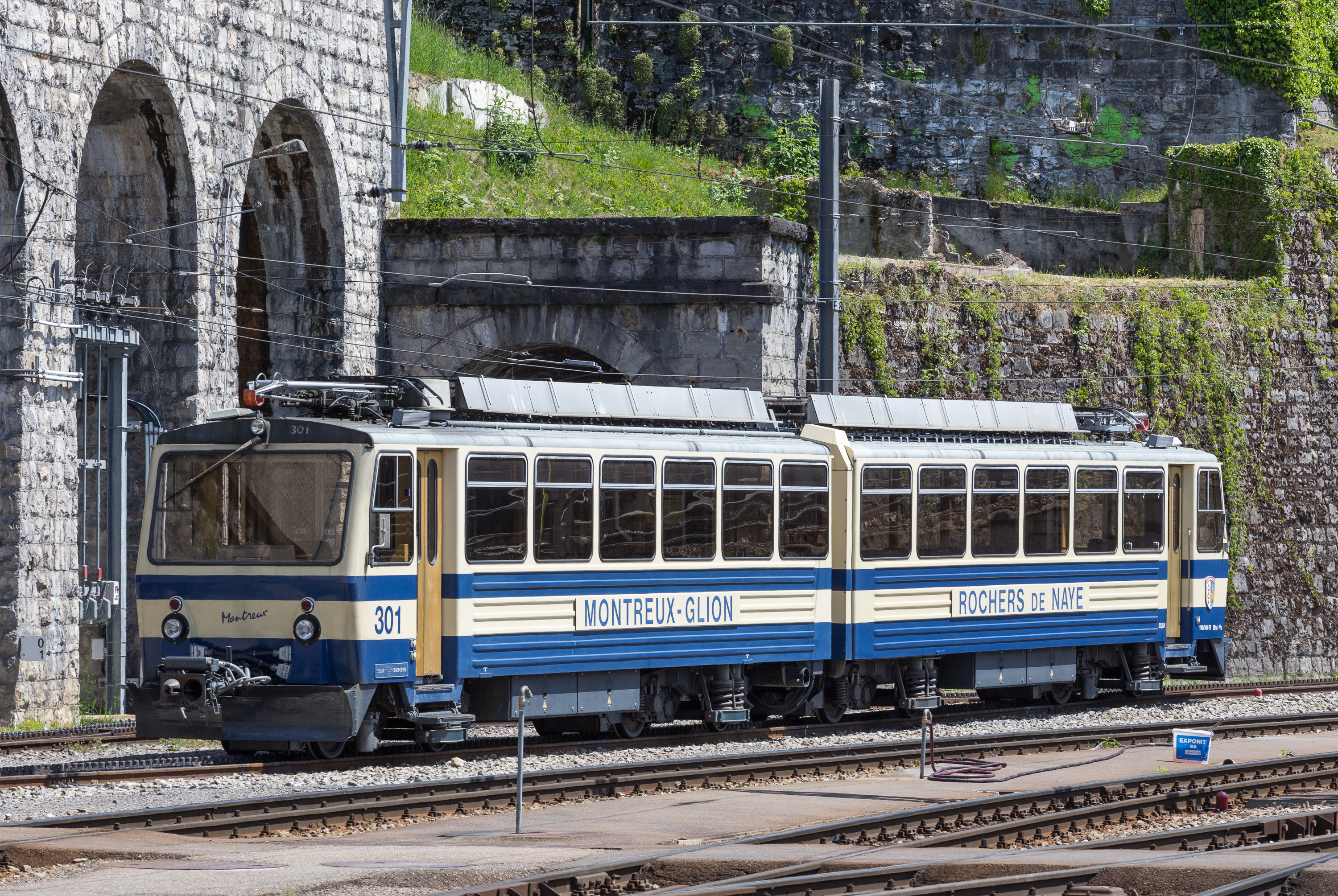
Bhe 4/8 Nr. 301 in Montreux
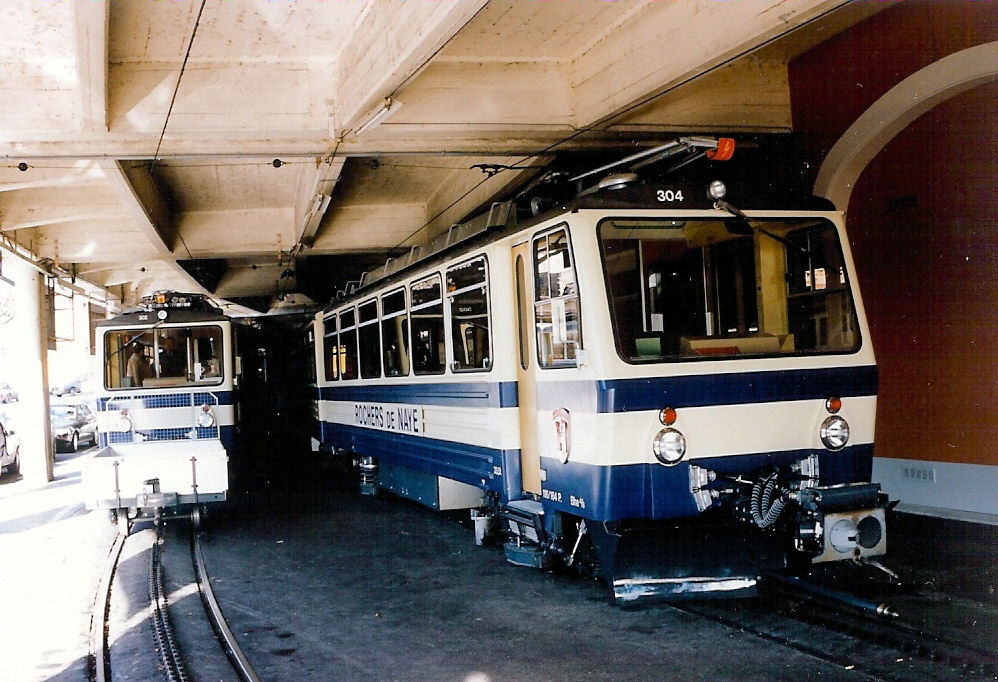
Die beiden GN Bhe 4/8 304 und 302 mit Vorstellwagen im Bahnhof Montreux
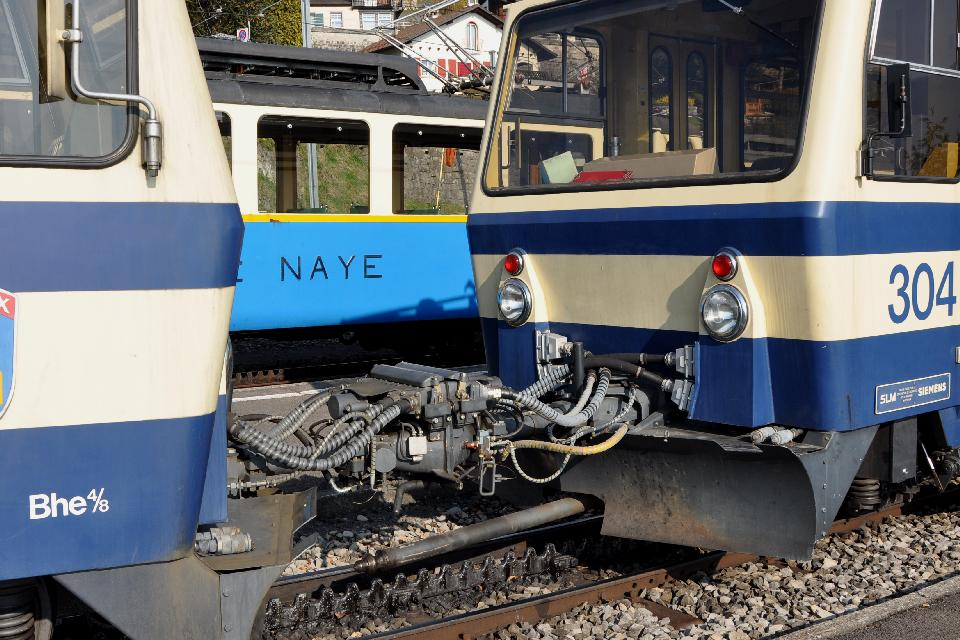
Der GN Bhe 4/8 301 und 304, mit der nachgerüsteten automatischen Kupplung mit eingebauter Vielfachsteuerung im Bahnhof Glion